# Tapete de Varamin
O Tapete de Varamin é um tipo de tapete persa. É confeccionado na cidade de mesmo nome, distante aproximadamente cem quilômetros ao sul de Teerã.

## Descrição
Para o campo do tapete de Varamin usam-se três tipos de ornamentação: o sultão zil-i, o minah-khani e a ornamentação de flores e animais, que consiste em um campo recoberto de ramagem e arbustos entre os que são colocados, desordenadamente, vários animais, principalmente cervos e leões, inspirados nas iluminuras persas do século XVI.
São empregadas muitas cores, segundo a diversidade dos motivos utilizados.
A borda é bem mais reduzida em relação ao campo; a banda principal está enquadrada por duas bandas secundárias, rodeadas por sua vez por duas bandas estreitas. Estas bandas são muito importantes para distinguir um tapete de Varamin ou de Teerã de outros tapetes com decorações similares. Estas bandas pequenas são ornadas com uma sucessão de dentículos formados por triângulos e losangos unidos pelo vértice.

## Gallery

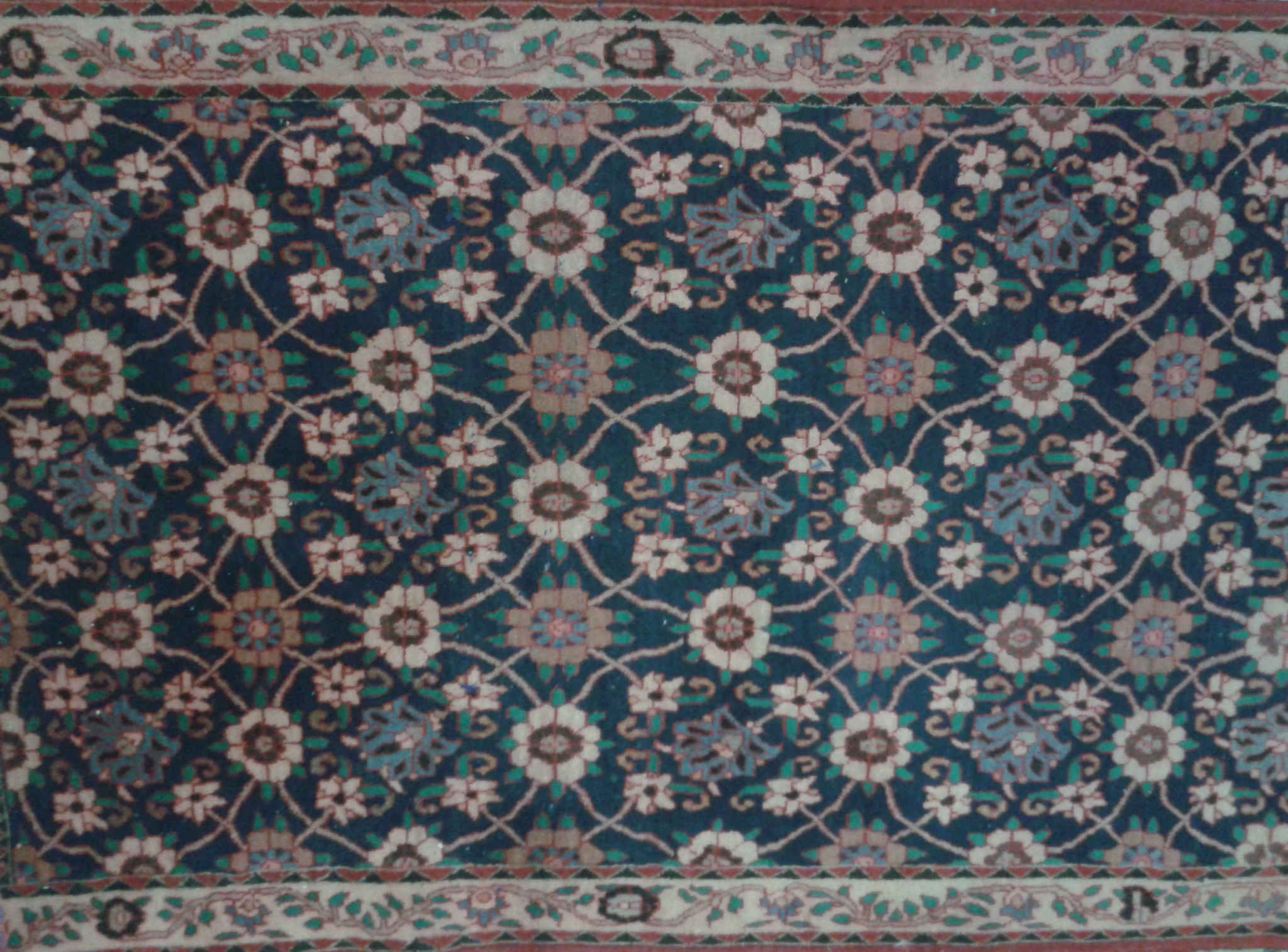
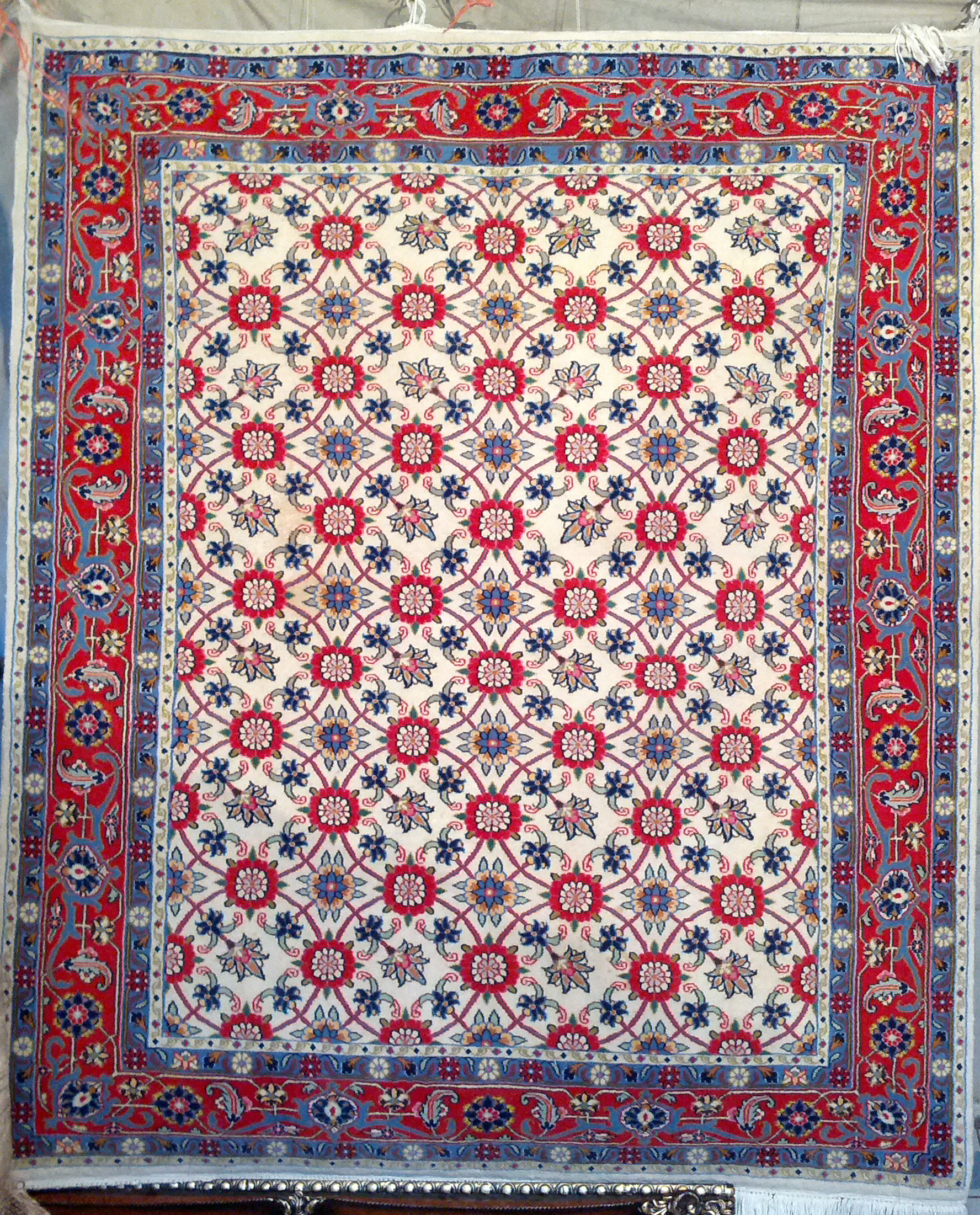
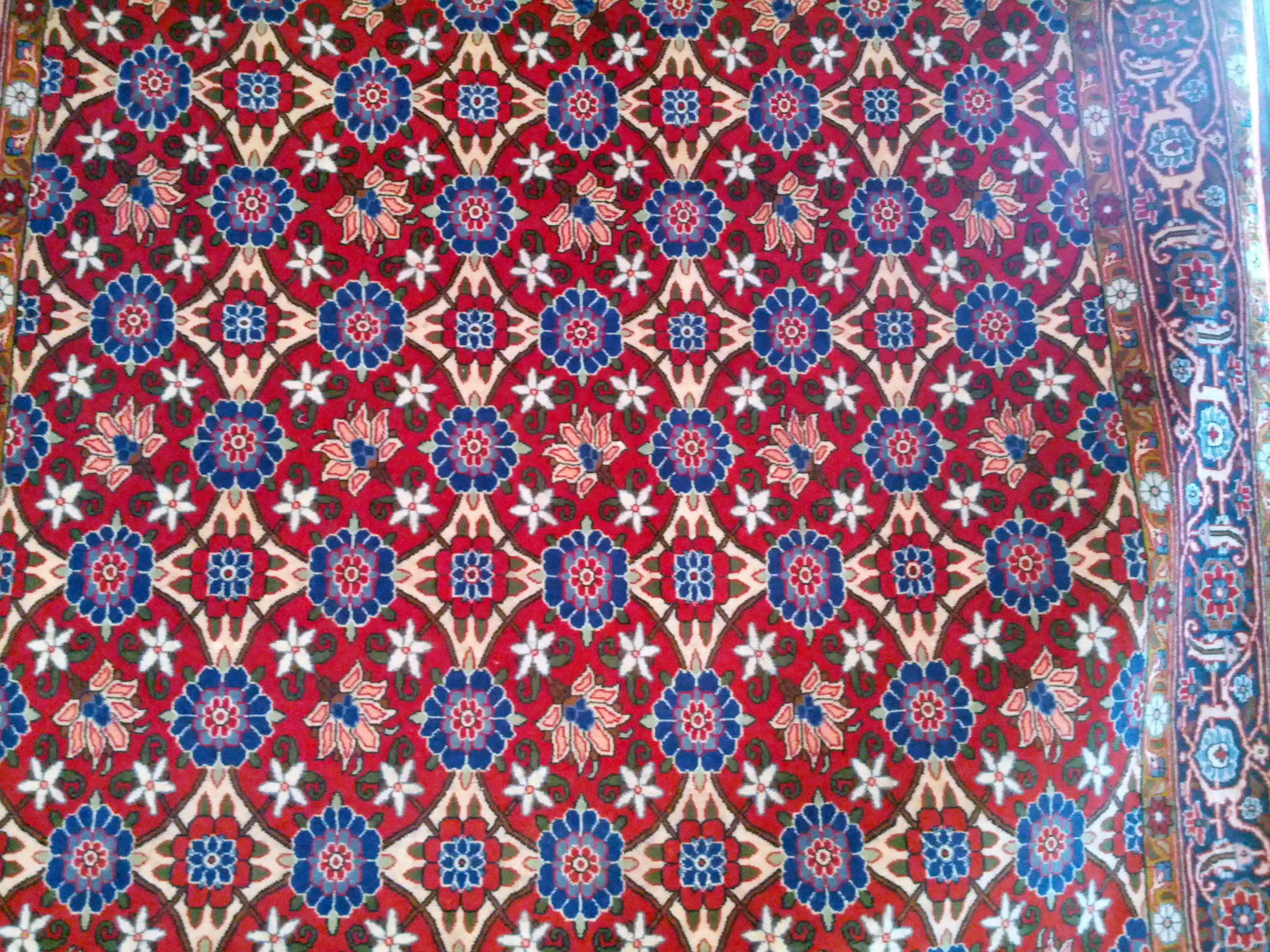
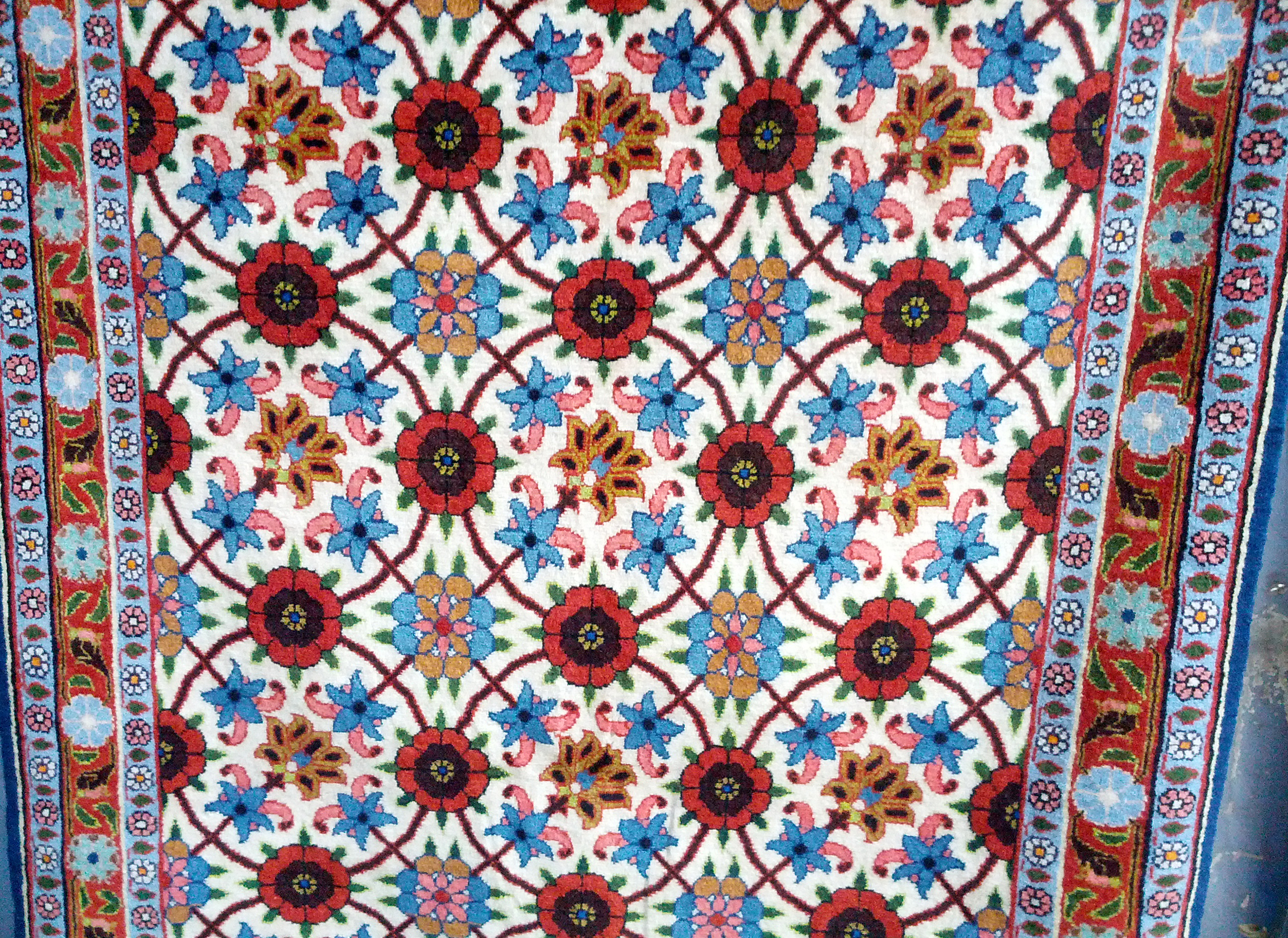
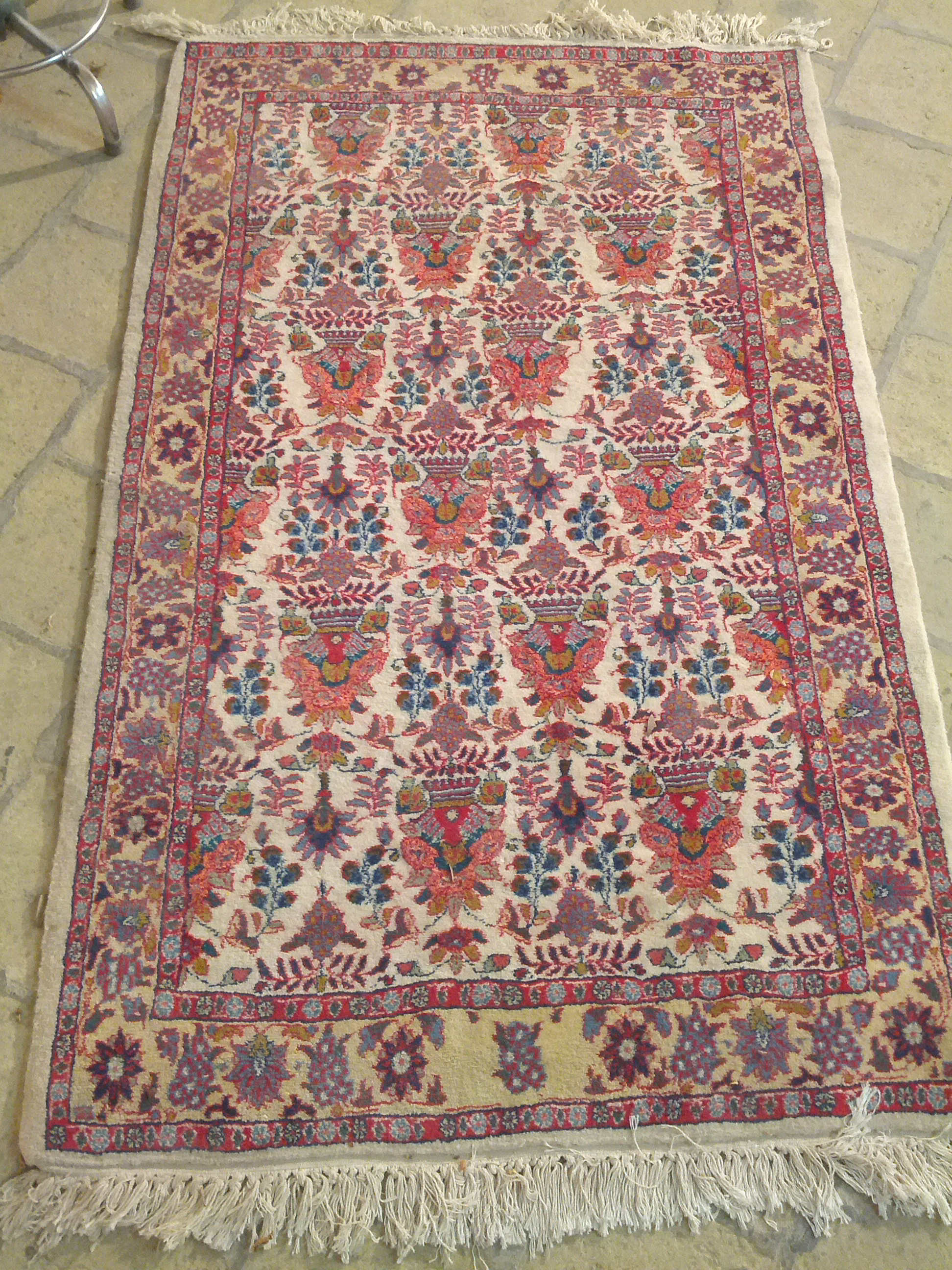
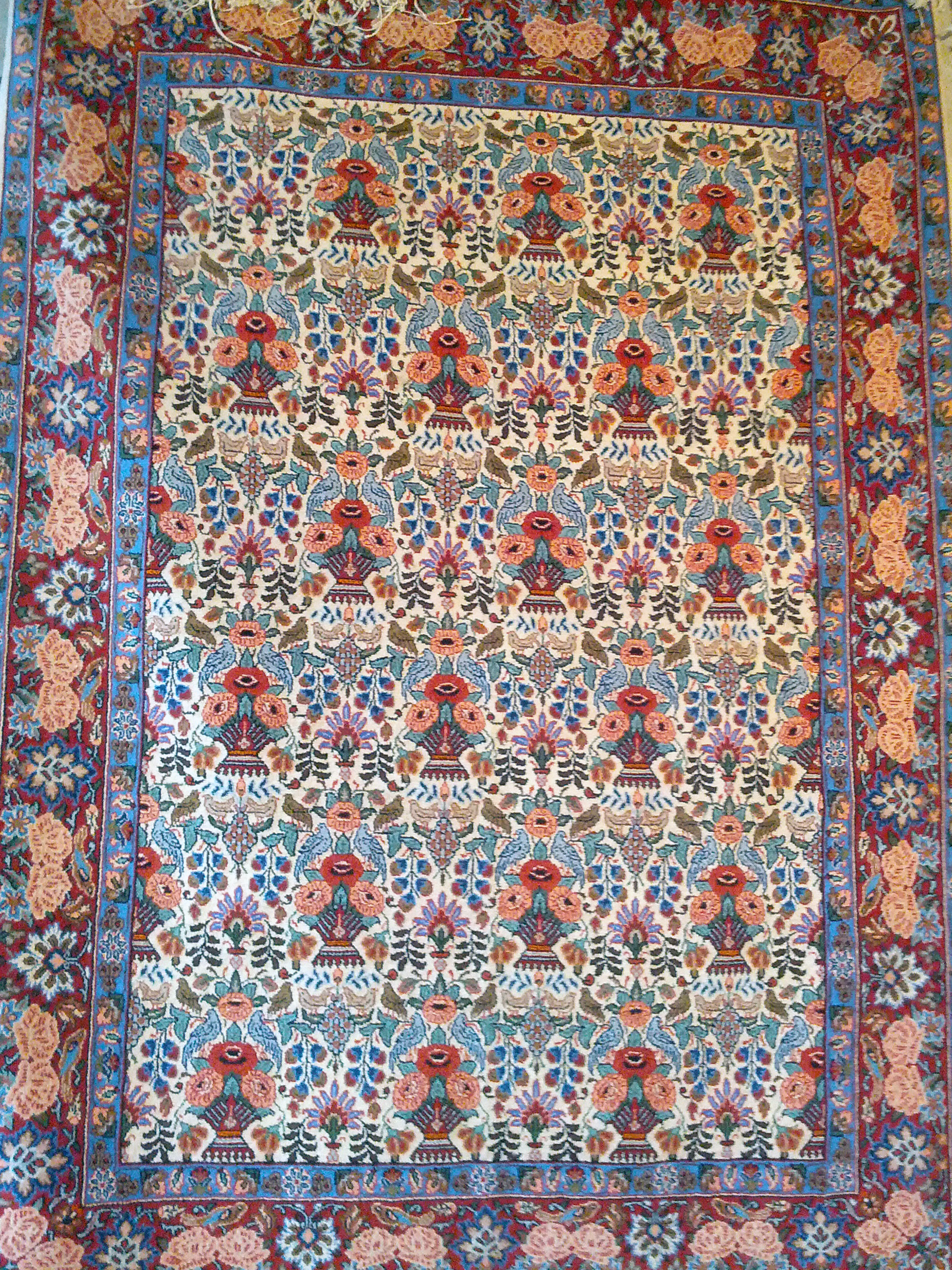
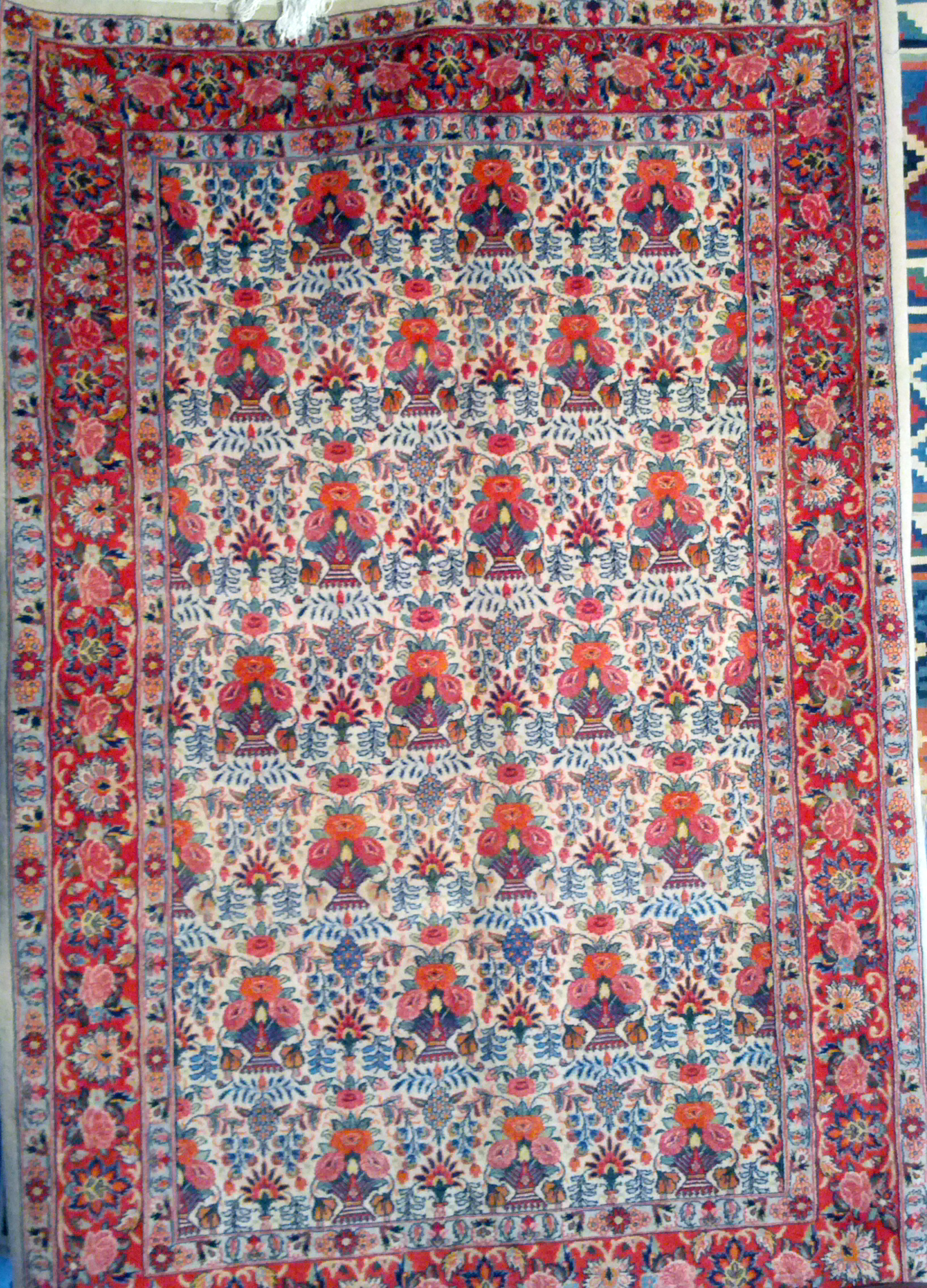
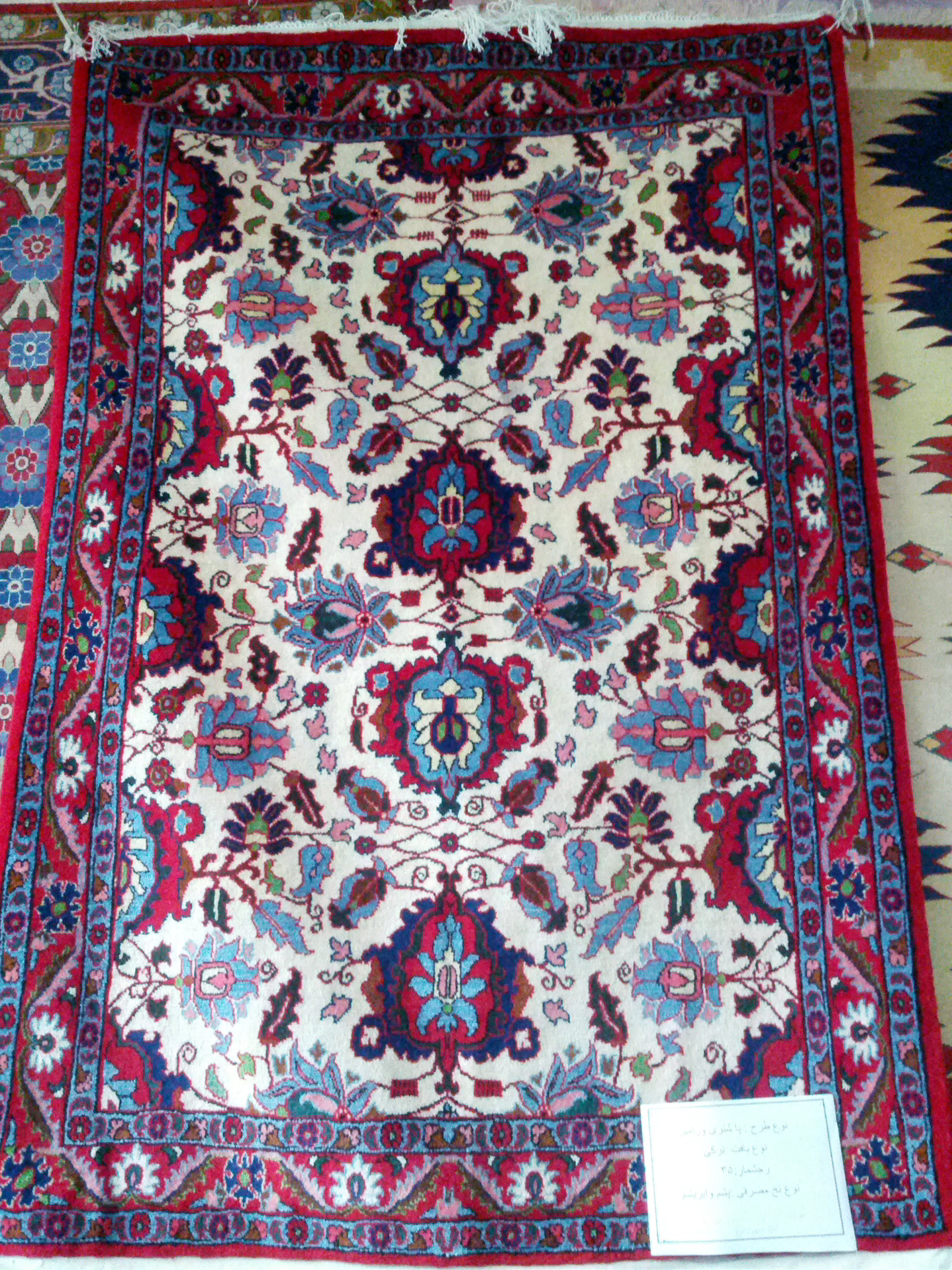
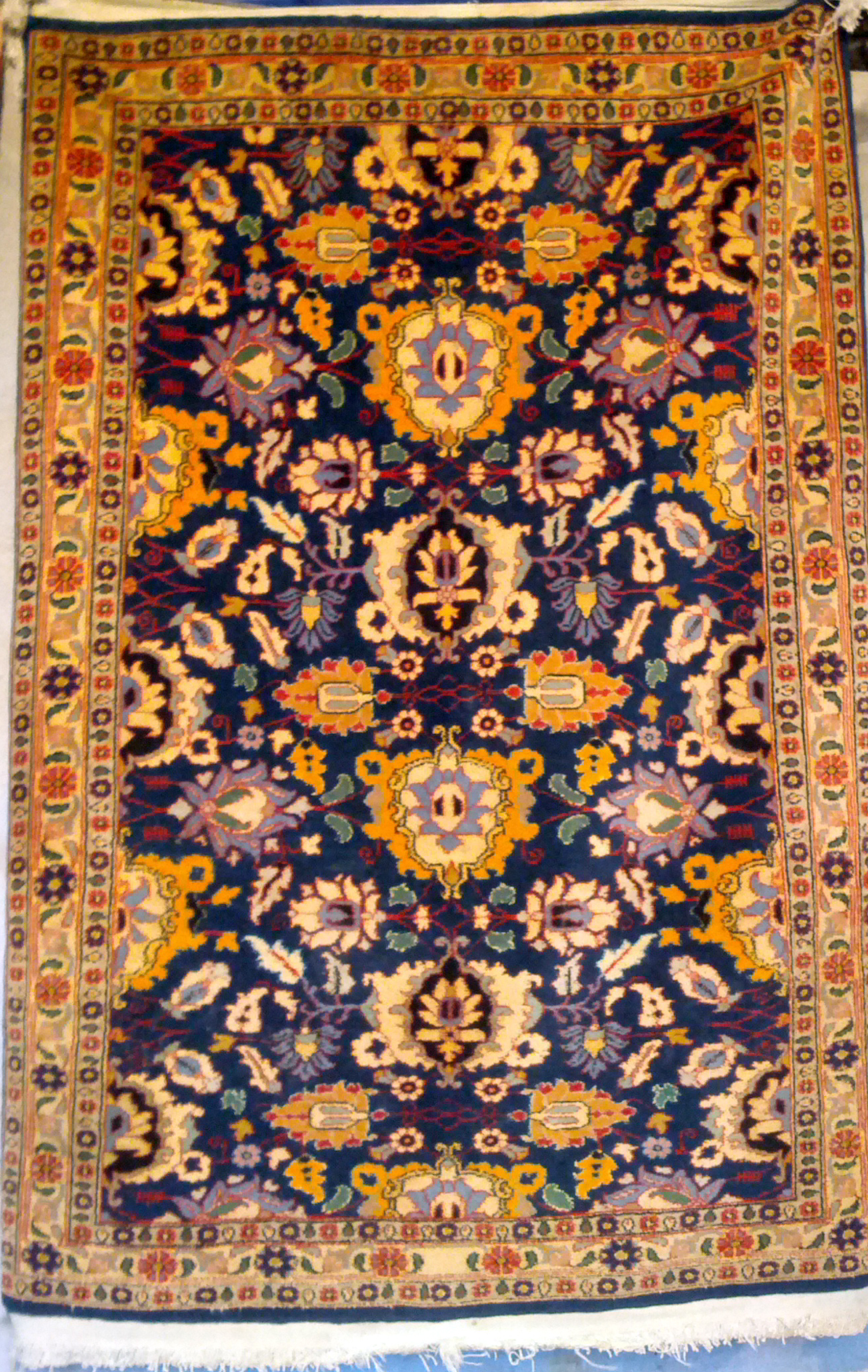